# Matthias Sckell
Matthias Sckell (* 1760 in Schwetzingen; † um 1816 in München) war ein deutscher Landschaftsgärtner. Er entstammte der Maler- und Gärtnerfamilie Sckell, war der Bruder von Friedrich Ludwig Sckell.

## Leben
Sckell war in der Zeit zwischen 1780 und 1793 Hofgärtner Karls II. August von Pfalz-Zweibrücken auf Schloss Karlsberg bei Homburg. Hier wurde auch sein Sohn  Carl August Sckell geboren. 1782 gestaltete er gemeinsam mit seinem Bruder für Herzog Wilhelm die Parkanlage des Herzogsschlösschens in Landshut. Danach war er als Hofgärtner in Rohrbach bei Heidelberg tätig. Im Jahr 1801 kam er als Hofgärtner nach Nymphenburg, so dass sein Sohn Carl August Sckell dort seine erste Ausbildung erhielt. Nach seinem Tod wurde dieser sein Nachfolger. Er hatte zwei weitere Söhne Ludwig, der als Hofgärtner in Schleißheim tätig war und Friedrich Sckell, der zu Berg am Wurmsee als Hofgärtner arbeitete.